# Iuhtî, Nedrîhailiv
Iuhtî (în ucraineană Юхти) este un sat în comuna Korovînți din raionul Nedrîhailiv, regiunea Sumî, Ucraina.

## Demografie
Componența lingvistică a localității Iuhtî
     Ucraineană (100%)
Conform recensământului din 2001, toată populația localității Iuhtî era vorbitoare de ucraineană (100%).